# Javi Gracia
Javier Gracia Carlos, plus connu comme Javi Gracia, né le 1er mai 1970 à Pampelune (Navarre, Espagne), est un ancien joueur espagnol de football reconverti en entraîneur.

## Carrière

### Joueur
Javi Gracia joue avec le Real Valladolid entre 1993 et 1995. Il joue ensuite avec la Real Sociedad entre 1995 et 1999, puis avec Villarreal CF entre 1999 et 2002.
Entre 2002 et 2004, il joue avec Córdoba CF, club où il prend sa retraite comme footballeur.

### Entraîneur
Lors de la saison 2008-2009, Javi Gracia réussi à faire monter Cádiz CF en Deuxième division. Il est limogé en janvier 2010 car Cádiz occupait alors une place de relégable.
Javi Gracia est ensuite recruté par le Villarreal B pour la saison 2010-2011. Il est limogé à cinq journées de la fin du championnat.
Il entraîne par la suite deux clubs grecs, l'Olympiakos Volos et le Kerkyra durant la saison 2011-2012. 
En juin 2012, il arrive à l'UD Almería. Le club termine à la troisième place et parvient à monter en Première division lors des play-off en battant Las Palmas et Girona. Toutefois, Javi Gracia et les dirigeants d'Almería ne parviennent pas à trouver un accord pour prolonger le contrat de Gracia. Il est remplacé par Francisco Javier Rodríguez Vílchez qui entraînait l'équipe réserve d'Almería.
Depuis le 4 septembre 2013, Gracia entraîne Osasuna en Première division à la suite du limogeage, après trois journées de championnat, de José Luis Mendilibar. Osasuna est relégué en D2 et Gracia quitte le club le 21 mai 2014.
Le 30 mai 2014, il est recruté par Málaga CF où il succède à Bernd Schuster.
Le 24 mai 2016, il annonce qu'il quitte Málaga pour rejoindre le Rubin Kazan en Russie. Après avoir obtenu une modeste 9e place dans le championnat russe, il quitte Kazan le 8 juin 2017.
Le 21 janvier 2018, il est nommé entraîneur de Watford. Il mène le club en finale de la Coupe d'Angleterre en 2019. Après un mauvais début de saison, il est limogé de son poste d'entraîneur le 7 septembre 2019,. 
Le 27 juillet 2020, il est nommé entraîneur de Valence CF et signe un contrat portant jusqu'au 30 juin 2022. Le 3 mai 2021, il est licencié au lendemain d'une défaite contre le FC Barcelone.
Le 21 février 2023, il est nommé entraîneur de Leeds United FC. Début mai 2023, il est démis de ses fonctions. 

## Palmarès

### En tant qu'entraîneur
- Al-Sadd SC
  - Vainqueur de la Qatar Stars League en 2022.